# Andrea Ceresola
Andrea Ceresola, detto il Vannone (Lanzo d'Intelvi, XVI secolo – ...), è stato un architetto italiano, attivo approssimativamente dal 1580 fino al 1619, che operò principalmente nell'Italia settentrionale.

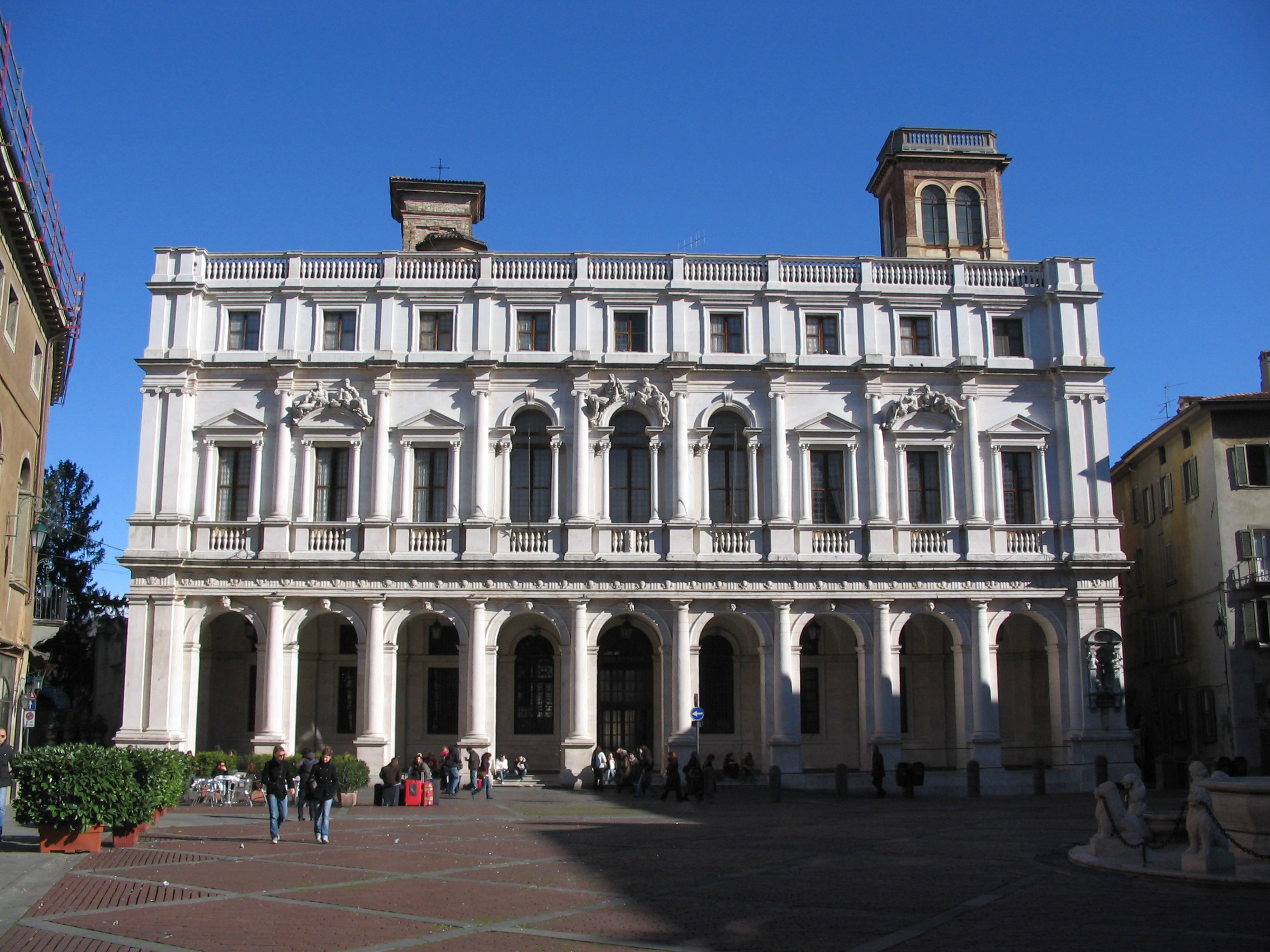
Bergamo, Palazzo Nuovo

Ceresola era un esponente di una architettura tradizionale lombarda fra manierismo e barocco - che fu senza dubbio una delle figure più significative dell'architettura e dell'ingegneria in Liguria fra gli ultimi decenni del XVI secolo e i primi del XVII.
Fu particolarmente attivo a Genova dove si occupò oltre che del Palazzo Ducale di numerosi altri edifici tra i quali spiccano il Palazzo alla Marina già Doria di Pegli, la Villa Saluzzo Bombrini e la chiesa di S. Pietro in Banchi.
Progettò il loggiato del Palazzo Nuovo di Bergamo, sede dell'attuale Biblioteca civica Angelo Mai, ispirandosi a quello della Villa Saluzzo Bombrini di Genova.